# タモギタケ
タモギタケ（楡木茸・楡茸、学名: Pleurotus citrinopileatus）はヒラタケ科ヒラタケ属のキノコ（菌類）。食用キノコの一つで、鮮やかな黄色の傘と柄に沿って長く伸びるヒダが特徴。ニレの倒木などに生える。和名の由来は、地方で「タモ」とよばれるハルニレやヤチダモの切り株や倒木に発生することによる。別名「ゴールデンシメジ」や、英名「ゴールデンオイスターマッシュルーム」ともよばれる。地方名として、ニレタケ、タモキノコなど名でも呼ばれる。

## 生態と分布
ロシア極東地方（シベリア）、中国東北部、日本（本州北部以北）などに自生する。やや北方系のキノコで、北海道では一般的だが、本州以南では発生量が少なく、関東の平地や関西では見られない。これはタモギタケが発生するハルニレの分布域が北方や標高が高いとことにあることによる。北アメリカおよびスイスでは外来種として定着している。
木材腐朽菌（腐生性）。野生下では初夏から初秋にかけて、ニレ（アカダモ）、ヤチダモ、ミズナラ（ナラ）、カエデ、カンバ類などの広葉樹の根元、切り株、倒木、立ち枯れ木に株状に群生する。和名の「タモ」とはニレの別名（地方名）のことで、ハルニレやヤチダモの倒木から発生することが多い。倒木はもとより、立ち木の高いところにも発生する。

## 形態
子実体は傘と柄からなる。傘は2 - 10センチメートル (cm) 程度で、色は明るい黄色から淡黄色。はじめ丸山形から半円形で、のちに扁平になり、成菌では漏斗状になる。丸みがあって中央部がへそのように窪むタイプと、漏斗形に深く窪むタイプがある。表面は平滑。傘の上面は粘性がなく、滑らかである。傘下面のヒダは白色でのちに多少黄色味を帯び、間隔がやや粗く、柄に沿って長く下へ垂生する。
柄は円柱状で表面色は白色かやや黄色、しばしば曲がっており、長さは2 - 5 cm、太さは0.5 - 1.5 cm程度。ツバやツボを欠く。基部はキノコ同士が合着あるいは分岐して株状となる。一株の大きさは径15 cm、高さ10 cmほどになる。肉は白色で、独特の穀粉臭がある。
担子胞子は、6 - 9 × 3 - 3.5マイクロメートル (μm) の狭楕円状で、平滑かつ透明のデンプン質であり、非アミロイド性である。胞子紋は白色。

## 学名、類似種
タモギタケの学名は Pleurotus cornucopiae var. citrinopileatus のほか、シノニムに Pleurotus citrinopileatus などが存在し、いずれも citrinopileatus の語句が使われている。
タモギタケと Pleurotus cornucopiae（和名：シロノタモギタケモドキ）は非常に類似しており、研究者によってはタモギタケを Pleurotus cornucopiae の変種と考えている。学名のうち Pleurotus cornucopiae var. citrinopileatus では Pleurotus cornucopiae の変種として扱っている。

## 食用

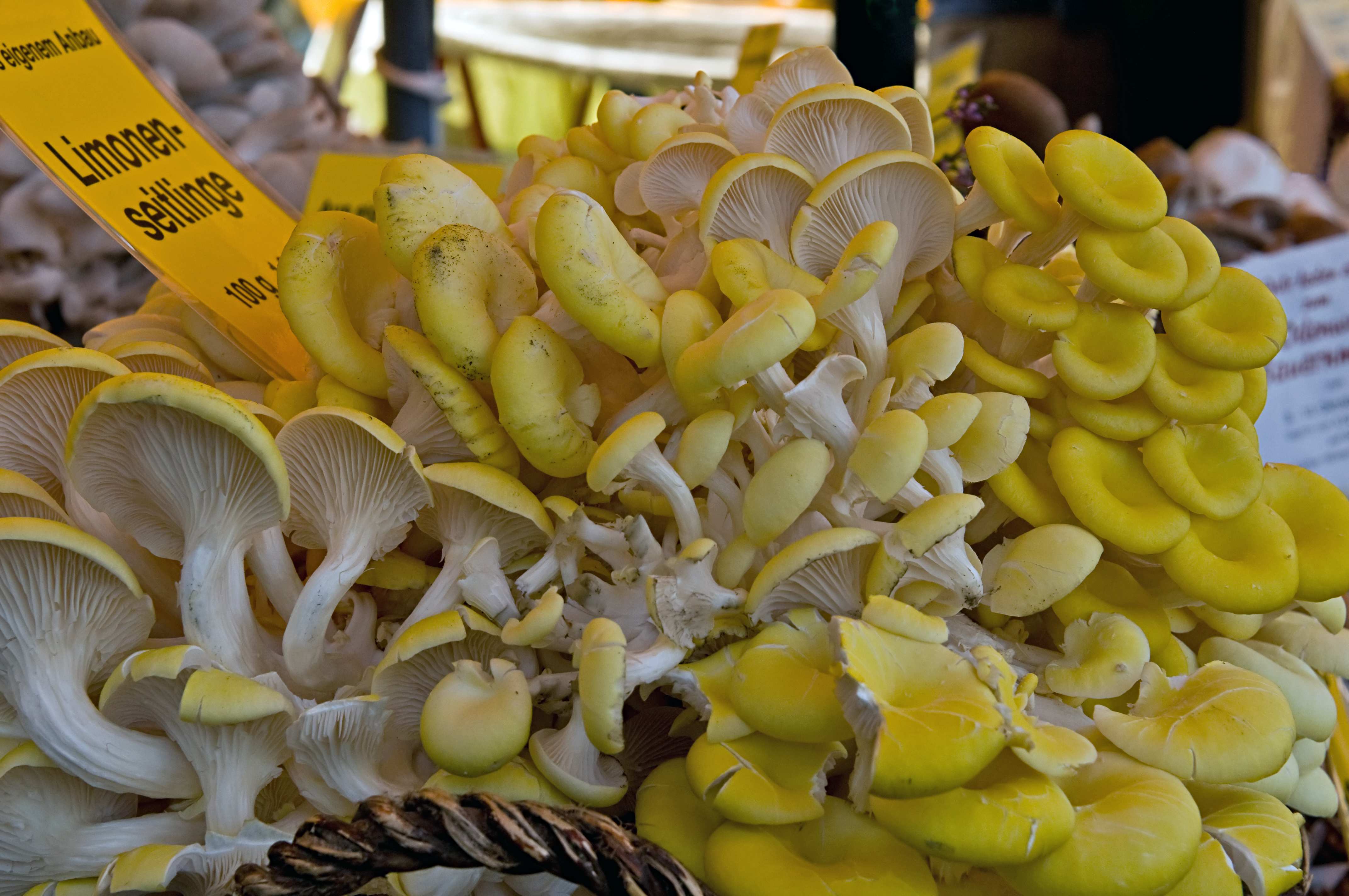
栽培されたタモギタケ、
ドイツ、ヘッセン州フランクフルト＝ヘーヒスト

一般に木材から生えるキノコは、落葉分解菌よりも味が良い傾向があるが、本種タモギタケも美味で、栽培品も商品化されている。日本では北海道で一般的な食用キノコとして知名度は高く、夏に採集できる優秀な食用キノコとして親しまれている。近年では栽培品が「ゴールデンシメジ」の名で流通している。
料理は万能で、洋食ではパスタやオムレツ、グラタンなど、和食ではすき焼き、鍋物、味噌汁、けんちん汁、すまし汁、鉄板焼き、炒め物の具、天ぷら、和え物にする。味はクセがなくさっぱりした風味で。肉は生では脆く、茹でると肉質に弾力が出て歯切れがよくなるが、美しい黄色は熱を通すと白灰褐色になってしまう。塩素臭のような独特の香りが強く、人によっては好き嫌いが分かれるが、火を通すことによってこってりした甘い風味となる。野生のものは紛らわしい毒キノコが存在しないので、キノコ狩りの対象として人気がある。
中国や台湾の中南部でも、「珊瑚菇」 (shānhúgū) と称して栽培されている。中国での別名には「金頂蘑」、「楡黄蘑」、「玉皇蘑」などが、台湾での別名には「玉米菇」がある。中国や台湾では炒め物にすることが多いが、スープや鍋物の具にもされる。台湾ではエリンギの塩焼きを主力商品とする夜店の屋台で、塩焼きや天ぷらにして併売することも多い。ロシア極東ではiI'makと呼ばれており、食用種として人気な種のひとつである。
タモギタケは広く栽培されており、原木栽培も可能であるが通常、製粉クズ、米ぬか、わら、おがくずなどの培地で栽培される。ヒラタケ属は最も栽培の一般的な種であり、とりわけ中国では、栽培の簡易性と100gの培地から50～70gのキノコが取れ、たんぱく質を多く含むなどの理由で多く栽培される。

### 主な産地
日本では北海道の南幌町での栽培が盛んで、愛別町や東北地方などで生産されている。生産規模はキノコ類の中では小さく、2023年（令和5年）の統計調査では、日本国内での生産量は約280トン、うち北海道が約206トン、次いで山形県・愛知県が各約15トンを占め、北海道内での生産者数は3名である。台湾では中西部の彰化県、南投県などで生産されている。

## 成分
タモギタケにはダシの元となる旨味成分である 5’グアニル酸、遊離アミノ酸であるアスパラギン酸、グルタミン酸、アラニンなどがバランスよく含まれている。タモギタケのエキスは血糖低下効果から研究されており、高血糖のラットで血糖値を減少させている。脂肪減少薬品の原料としても研究されており、タモギタケと関連するヒラタケ類はコレステロール低下物質のロバスタチンを含むことが判明している。その他にも、血圧上昇抑制作用や抗腫瘍作用などがあるとの報告がある。
タモギタケのエタノール抽出物にはグルコシルセラミド（セラミド）が含まれており、皮膚の保湿に関する研究（抗アトピー）や腸炎（特に潰瘍性大腸炎やクローン病など）に関するマウス実験等の研究報告がある。
またタモギタケにはエルゴチオネインが豊富に含まれており、記憶力や注意力の維持向上、認知症やアルツハイマー病の予防効果が期待されている。